# Liste der Monuments historiques in Monceaux
Die Liste der Monuments historiques in Monceaux führt die Monuments historiques in der französischen Gemeinde Monceaux auf.

## Liste der Objekte
| Bezeichnung | Beschreibung               | Standort                                        | Kennzeichnung | Schutzstatus | Datum | Bild |
| ----------- | -------------------------- | ----------------------------------------------- | ------------- | ------------ | ----- | ---- |
| Glocke      | Bronze, 1769 gegossen      | in der Kirche Notre-Dame-de-l’Assomption (Lage) | PM60001076    | Classé       | 1912  |      |
| Altar       | Kalkstein, 12. Jahrhundert | in der Kirche Notre-Dame-de-l’Assomption (Lage) | PM60001075    | Classé       | 1912  |      |